# 上永谷車両基地
上永谷車両基地（かみながやしゃりょうきち）は、神奈川県横浜市港南区に所在する横浜市営地下鉄ブルーラインの車両基地。上永谷駅の南およそ500mの場所に位置する。
構内には上永谷保守管理所（管理係、施設区、電気区、検車区）、上永谷修繕工場（車両工場）、能力開発センター（安全教育センター） ≒ 動力車操縦者養成所などが設置されている。この路線の車両基地は、当基地と新羽車両基地の2か所である。

## 概要
上永谷駅の港南中央方で出入庫線が南側に分岐し、車両基地に至っている。
上永谷駅と車両基地とを結ぶ出入庫線の用地の取得が難航したため、使用が開始されたのは上永谷駅の開業から1年遅れ、1977年（昭和52年）5月26日であった。
第1期開業時は車両基地が存在しなかったため、車両は蒔田駅付近の開口部より搬入され、列車が3両編成だったことから伊勢佐木長者町駅のホームを半分に仕切り、東側を伊勢佐木長者町仮検車場（伊勢佐木長者町検車区）に、列車検査場は上大岡駅の留置線を使用していた。
第2期開業時には関内駅に仮検車場を移設した。関内仮検車場は2号線の建設を見据えて設置されていた1・3番線（地下2・3階）のプラットホームの一部を切り欠いて設置した。全般検査は上永谷駅の西側高架部分と、一部が完成していた上永谷車両基地の16・17番線を使用した。
ブルーラインの本線では50kg/mNレールが使用されているが、車両基地内は通トン数が小さいことから40kg/mNレールが使用されている。

## 構内
検車区設備は留置線が19線（1 - 9番線）、洗浄線2線（10・11番線）、車輪転削線1線（13番線）、月検査線2線・列車検査線2線（14 - 17番線、プールピット構造）がある。このほか、保線車両の留置線が4線ある。出入庫線への引き上げ線には車両洗浄装置を備えている。
修車設備（整備工場）は入出場線検査線1線（プールピット構造）、全重検線2線（出入場線・臨時修繕線）、試運転線（約400 m）1線がある。
重要部検査・全般検査は、当車両基地開設当初より協力会社の東横車輌電設→東急テクノシステムに委託している。このため、交通局では検査への立ち合い、部品の管理や監督業務などを行っている。

## その他
- 映画「交渉人 真下正義」の中に出てくるTTR東車両基地のモデルとなった。
- 2005年（平成17年）以降、「はまりんフェスタ」として何度か一般公開が行われている。